# Franjo Krajcar
Franjo Krajcar (Opatija, 7. rujna 1914. – Velika Gorica, 16. lipnja 1994.), hrvatski atletičar. Natjecao se za Jugoslaviju.
Natjecao se na Olimpijskim igrama 1952. u maratonskoj utrci, ali je odustao.
Bio je član zagrebačkih Concordije, Slobode, Zagreba i Dinama.